# 安马乡
安马乡，是中华人民共和国广西壮族自治区河池市宜州区下辖的一个乡镇级行政单位。

## 行政区划
安马乡下辖以下地区：
安马社区、木寨村、小隘村、拉炭村、白屯村、北关村、索敢村、佑岸村、拉稿村、古直村、古育村和肯坝村。